# Ásdís Thoroddsen
Ásdís Thoroddsen (geboren am 26. Februar 1959 in Reykjavík) ist eine isländische Regisseurin, Produzentin und Schriftstellerin. Sie betreibt die Produktionsfirma Gjóla.

## Leben
Zuerst war sie Kamera-Assistentin im NDR-Fernsehfilm Das wiedergefundene Paradies nach dem gleichnamigen Roman von Halldór Laxness.
Nachdem sie von 1979 bis 1981 bei Ríkisútvarpið (RÚV), der öffentlich-rechtlichen Rundfunkanstalt Islands, gearbeitet hatte, studierte sie Theaterwissenschaften an der Universität Göteborg.
1983 spielte sie die Hauptrolle im Film Skilaboð til Söndru von Kristín Pálsdóttir. Im gleichen Jahr begann sie ihr Studium an der Deutschen Film und Fernseh Akademie Berlin (dffb).
Im Jahr 1992 nahm ihr Film Ingalo im grünen Meer am parallel zu den Internationalen Filmfestspielen von Cannes stattfindenden Wettbewerb Semaine de la critique teil. Ingalo im grünen Meer handelt von einer aufrührischen jungen Frau und ihren Brüdern im rauen Seemansleben von Island. Der Film gewann den Hauptpreis auf dem Filmfestival Festival du cinéma nordique de Rouen und Sólveig Arnarsdóttir erhielt den Preis als beste Hauptdarstellerin. Der Film wurde danach im Jahr 1993 für das Filmfestival New Films/New Directors, das vom Museum of Modern Art und dem Lincoln Center organisiert wird, nominiert.
Ásdís Thoroddsen verfasst Drehbücher für Film, Radio und Bühne. Sie führte Regie in mehreren Hörspielen und die von ihr verfasste Hörspiel-Serie Ástand, in der sie auch Regie führte, wurde Prix Europa nominiert.
Im September 2016 gab der Verlag Bókaútgáfan Sæmundur ihr erstes Buch Utan þjónustusvæðis krónika heraus.
Ásdís Thoroddsen arbeitet nebenberuflich als Reiseleiterin.

## Filmografie

### Regie
- 1992: Ingalo im grünen Meer (Ingaló)
- 1993: Óskir Skara
- 1996: Traumland (Draumadísir)
- 2003: Heimsljós (Kurzfilm)
- 2006: Á þjóðvegi 48 (Kurzfilm)
- 2010: Súðbyrðingur – saga báts (Dokumentarfilm)
- 2015: Veðrabrigði (Dokumentarfilm)
- 2017: Skjól og skart – handverk og saga íslensku búninganna (Dokumentarfilm)

### Darstellung
- 1983: Skilaboð til Söndru
- 2003: Nói albínói

## Presse
- La Revue du cinéma, Juni 1992, François Chevassu.
- Positif, n° 378, 1992. Ph.R.
- L'Humanité, 12. Mai 1992, J.-P.L.
- Libération, 13. Mai 1992, Bill Chernaud.
- Frankfurter Rundschau, 10. Dezember 1992, Thomas Thieringer.
- Variety, 25. Mai 1992, Derek Elley.